# San Michele al Tagliamento
De gemeente San Michele al Tagliamento ligt in de Italiaanse regio Veneto en behoort tot de provincie Venetië. Tot de gemeente behoort ook Bibione, een populaire badplaats gelegen aan de Adriatische Zee, midden tussen de steden Venetië en Triëst.
Bibione is van oudsher geen historisch dorp maar bevat desondanks wel een gezellige en gemoedelijke dorpskern waar tal van winkels, muzikanten en de stralende zon een typisch Italiaans gevoel geven. Bibione is erg geliefd bij Duitsers,Oostenrijkers en Noord-Europese toeristen zoals Zweden, Denen, Noren.

## Ligging
Bibione ligt in het gebied tussen Adria en de rivier Tagliamento. Op grond van de bodemeigenschappen en opgravingen is aan te nemen dat Bibione een kleine groep eilanden was die door een smalle landstrook met de lagune en het vasteland verbonden was. Dit zou het insulae bibioni of Bibiones geweest moeten zijn zoals dat in Romeinse en middeleeuwse oorkonden wordt genoemd.

## Geschiedenis
De eerste sporen van menselijke bewoning dateren van de 3e en 4e eeuw v.Chr. toen de lagune waar tegenwoordig Bibione ligt bewoond werd. Vanaf 181 v.Chr. komt het gebied onder Romeinse invloed en wordt het gecultiveerd. Sinds het eind van de 18e eeuw zijn bij opgravingen zwart-witte mozaïeken, koperen munten, glasscherven en aardewerk ontdekt die tot op de Romeinse keizertijd teruggaan.
Na de val van het Romeinse Rijk en de opkomst van het christendom kwam Bibione te vallen onder de bisschoppen van Concordia. In deze tijd werd het gebied verwaarloosd en strekten zich pijnboombossen over het gebied uit. Aan het begin van de 20e eeuw werd begonnen met de drooglegging van de lagune en het aanleggen van dammen. Rond 1950 waren de werken klaar maar bleven de pijnboombossen en het zandstrand. In de hierop volgende jaren ontstonden de eerste overnachtingsgelegenheden en is Bibione een toeristische trekpleister geworden.

## Huidige situatie
Vrijwel alle toeristen worden getrokken door de mooie zandstranden. Het stadbeeld is overladen met hotels, pensions en campings die in totaal naar schatting veertig maal zoveel bedden ter beschikking stellen als het dorp inwoners heeft. Bibione is vooral geliefd bij jonge families omdat honden op het strand verboden zijn en er veel clubs voor de kleintjes zijn. Hiernaast komen jongeren aan hun trekken in de talrijke bars en discotheken.